# Aliadriatica
Aliadriatica S.r.l. era una compañía aérea con sede en Italia. El 23 de noviembre de 1995 cambió el nombre al de Air One convirtiéndose en una de las compañías más importantes de Italia. 

## Historia
Fundada en noviembre de 1983 en Pescara por los socios fundadores:
- Giulio Rispoli
- Luciano Diodoro
- Emidio Isidoro
- Antonio Luciani
- Andreína Masciocchi
- Giuseppe Bongarzoni
- Fabrizio Giannone

En junio de 1988 el Grupo Toto de Carlo Toto (Toto Costruzioni Generali S.p.Al.) uno de los líderes en el sector de la construcción se convierte en accionista mayoritario.

En junio de 1994 Aliadriatica adquirió un Boeing 737 - 200 y comenzó sus vuelos de línea y charter. 

El 27 de abril de 1995 Aliadriatica inició sus vuelos de línea a Milán (Linate), Brindisi, Reggio Calabria y Lamezia Terme.

## Flota
La flota de Aliadriatica se componía de los siguientes aviones:
- 3 Cessna C 172
- 2 British Aerospace Jetstream 31
- 2 Cessna 550 Citation II
- 1 Cessna 421B Golden Eagle
- 1 Beechcraft B55 Baron
- 1 Ecureil AS355 F2